# Fiat 2000
El FIAT 2000 va ser un tanc pesat italià de la Primera Guerra Mundial. Es considera el model més modern de l'època.

## Història
Durant la 1a Guerra Mundial, Itàlia no presentava unitats blindades a causa de la manca de tancs. L'única solució fins al moment era crear nous dissenys.
L'ordre de dissenyar i produir el primer tanc italià va estar a càrrec de l'empresa d'automòbils FIAT el 1916. El prototip del nou tanc es va mostrar davant d'una comissió militar el 21 de juny de 1917; els seus sistemes mecànics estaven complets però la seva superestructura es va afegir posteriorment, mostrant el prototip com una maqueta de fusta amb una torreta cònica oberta i un petit canó. No es va acabar la carcassa fins al 1918.